# Кнут и пряник
Метод поощрения и наказания, известный как метод «кнута и пряника» — метод совмещения различных способов воздействия или стимулирования: негативного («кнут») и позитивного («пряник»). 
Метод поощрения и наказания применяется в педагогике, однако также используется в политике («жёсткая сила»), управлении (менеджменте), психологии и других областях жизнедеятельности. В расследовательской практике правоохранительных органов метод «кнута и пряника» известен как «добрый и злой следователь (полицейский)». 
Выражение «кнут и пряник» в той или иной форме присутствует в разных языках. В русской публицистике это выражение появляется на рубеже XIX—XX вв., первоначально в форме «плеть и пряник» (как калька с немецкого языка, иногда на языке оригинала «Peitsche und Zuckerbrot», например В. И. Ленин в «Проекте программы нашей партии» упоминает и само немецкое выражение, и кальку, считая «пряником» «подачки тем, кто из-за частичных и отдельных улучшений материального положения отказывается от своих политических требований»). В английском языке используется в форме «морковка и палка» («carrot and stick»), ассоциируясь со способами, которыми можно заставить двигаться упрямого осла. В латыни в таких контекстах противопоставляются хлеб и камень: так, Плавт пишет «Кажет хлеб одной рукою, камень у него в другой», а св. Иероним — «Неужели мы не даем тебе хлеба, потому что ударяем камнем о мозг еретиков?». 
Данный метод мотивирования персонала является одним из древнейших и в усовершенствованной форме (в частности, основоположник научной организации труда Ф.Тейлор попытался повысить эффективность «пряника», предложив оплачивать труд пропорционально произведённой продукции) используется многими руководителями по сей день. При этом считается, что в настоящее время метод малоэффективен
Социальный психолог Дуглас Макгрегор считает, что метод «кнута и пряника» работает хорошо, только если у человека не удовлетворены базовые потребности — в безопасности и еде. При достижении же адекватного уровня существования появляются потребности более высокого уровня, например, в любви и самоуважении, которые делают метод неэффективным. Кроме того, у человека могут иметься особые обстоятельства, при которых потребности высокого уровня не подавляются неудовлетворённостью базовых потребностей.